# 162P/Сайдинг Спринг
Комета Сайдинг Спринг 2 (162P/Siding Spring) — довольно крупная короткопериодическая комета из семейства Юпитера, которая была обнаружена 10 октября 2004 года американским астрономом Робертом Макнотом в рамках обзора SSS, реализуемого обсерваторией Сайдинг-Спринг. Первоначально, была принята за астероид, получивший временное обозначение 2004 TU12, но уже к 12 ноября появляются первые признаки кометной активности, характеризующейся, как вскоре выяснилось, большой нестабильностью. Комета обладает довольно коротким периодом обращения вокруг Солнца — чуть более 5,3 года.

Орбита кометы Сайдинг Спринг 2 и её положение в Солнечной системе

## Физические характеристики
Комета была обнаружена примерно за месяц до прохождения перигелия и на момент открытия имела вид астероида. Впервые признаки кометной активности у неё были замечены 12 ноября 2004 года, когда у неё был замечен небольшой газовый хвост в 4 ' угловые минуты длиной, при этом ядро кометы по прежнему оставалось звёздоподобным. В последующие несколько дней хвост отделился от ядра и исчез. На тот момент комета находилась в 1,23 а. е. от Солнца и 1,27 а. е. от Земли. Снова хвост появился только на фотоснимках от 9 и 10 декабря 2004 года, когда расстояние до Солнца и Земли сократилось до 0,46 и 0,61 а. е. соответственно. В это же время, пока у кометы ещё не появилось пылевого хвоста, группой американских астрономов были проведены инфракрасные наблюдения её ядра, позволившие определить альбедо ядра 0,059 ± 0,023 и его эффективный радиус, составивший 6,0 ± 0,8 км. Таким образом, согласно данному исследованию, комета Сайдинг Спринг оказывается одной из самых крупных комет семейства Юпитера.
Но помимо сравнительно больших размеров эта комета обладает и другой необычной особенностью, а именно нестабильным характером кометной активности, который сохраняется даже в перигелии орбиты. При том, что орбитальные параметры однозначно относят её к кометам семейства Юпитера, астрономы полагают, что она является представителем переходного класса объектов между кометами и астероидами, обладающими общими чертами обоих классов. Ранее уже были открыты два объекта Главного пояса, которые имеют такой же тип активности, а именно кометы 107P/Вильсона — Харрингтона и 133P/Эльста — Писарро, также известные как астероиды 4015 и 7968. Спектроскопические наблюдения, проведённые 3, 10, а также в ночь с 11 на 12 декабря 2004 года (10,0 m), позволили более подробно изучить состав поверхности этой кометы и сравнить её с другими аналогично наблюдаемыми ядрами комет, примитивными астероидами и метеоритами. Среди хондритных метеоритов подходящих спектральных характеристик обнаружено не было, зато результаты наблюдений выявили сильное сходство спектров этой кометы со спектрами троянских астероидов Юпитера, что хорошо согласуется с аналогичной средой их образования. На основе этих данных, используя форму спектра и альбедо в качестве ограничений, учёные смоделировали вероятный состав ядра кометы, в котором преобладает аморфный углерод, затем силикаты, а именно пироксены [(Fe, Mg) SiO3], а также простейшие органические соединения вроде толинов.

## Сближения с планетами
В течение XX и XXI века комета испытала три тесных сближения с Юпитером и четыре с Землёй.
- 0,97 а. е. от Юпитера 22 ноября 1910 года;
- 0,49 а. е. от Земли 27 октября 1913 года;
- 0,54 а. е. от Юпитера 17 марта 1970 года;
- 0,48 а. е. от Земли 28 октября 1972 года;
- 0,44 а. е. от Земли 30 октября 2004 года;
- 0,25 а. е. от Земли 21 октября 2031 года;
- 0,58 а. е. от Юпитера 19 декабря 2076 года.